# 10593 Susannesandra
10593 Susannesandra eller 1996 QQ1 är en asteroid i huvudbältet som upptäcktes den 25 augusti 1996 av den amerikanske amatörastronomen Robert G. Sandness i King City. Den är uppkallad efter upptäckarens fru, Susanne Sandness.
Asteroiden har en diameter på ungefär 14 kilometer och den tillhör asteroidgruppen Themis.